# Distretto di Lom Sak
Il distretto di Lom Sak (in thailandese: หล่มสัก) è un distretto (amphoe) della Thailandia, situato nella provincia di Phetchabun.